# Зоммер, Рихард-Карл Карлович
Ри́хард-Карл Ка́рлович Зо́ммер (Richard Karl Sommer) (1866—1939) — русский живописец, акварелист; один из основателей Тифлисского общества изящных искусств.

## Биография
Рихард-Карл Карлович Зоммер с 1884 года являлся вольнослушателем Императорской Академии художеств. За время обучения он был удостоен ряда больших поощрительных медалей. В 1893 году он закончил своё обучение со званием классного художника 3-й степени.
С конца 1890-х и до начала 1900-х годов Зоммер много работал в Средней Азии, в период с 1912 по 1917 годы он работал в Закавказье: Грузии, Армении, Азербайджане.
Он является автором многочисленных живописных произведений, а также ряда графических работ в основном жанрово-этнографического характера.
В своих произведениях он изображал как бытовые, так и батальные сцены, а также виды памятников архитектуры Туркестана и пейзажи старых кварталов Ташкента, Бухары, Самарканда.

С 1894 года работы Зоммера экспонировались на выставках «Санкт-Петербургского общества художников», а позднее — на ежегодных Осенних выставках и выставках «Общества русских акварелистов». В 1915 году выставка работ Зоммера состоялась в Ташкенте. Список картин Зоммера, экспонированных в период с 1894 по 1917 год:

- «Побег киргизов» — 1894;
- «Базар в Ташкенте» — 1898;
- «Развалины дворца Биби-Ханым» — 1898;
- «Улица в Ташкенте» — 1899;
- «Чайхана» — 1899; —
- «Улица в Самарканде» — 1906;
- «Караван» — 1906;
- «Мечеть» — 1911;
- «Грузинская деревня» — 1912;
- «В пути. Сванетия» — 1912;
- «Отдых. Эривань» — 1912;
- «Шахсей-Вахсей. Религиозное мусульманское шествие» — 1912;
- «Гора Арарат» (акварель) — 1912;
- «В горах Дагестана» — 1913;
- «Отдых каравана» — 1914;
- «Аул» — 1916;
- «Кочевники» — 1916;
- «Продавец яблок» — 1917.

В настоящее время произведения Р. К. Зоммера находятся в собраниях Государственного Русского музея, Омского областного музея изобразительных искусств, Тульского областного художественного музея, Государственного музея искусств Азербайджана (Баку), Музея истории культуры и искусства Узбекистана (Самарканд), Республиканского художественного музея Северной Осетии, музея Искусств Узбекистана (Ташкент) и многих других.